# Market-Consistent Embedded Value
Il Market-Consistent Embedded Value (MCEV) è un metodo di valutazione economico del valore creato dall'attività svolta da una Compagnia di Assicurazioni Vita. Il metodo mette in evidenza i valori di mercato utilizzati, liberi da arbitraggio, ed è calcolato al netto delle imposte, tenendo conto della legislazione vigente e dei possibili cambiamenti futuri. 
La sua evoluzione, rispetto all'Embedded Value tradizionale, risiede principalmente nel metodo di calcolo delle componenti.

## Lo sviluppo dei Principi MCEV (Market-Consistent Embedded Value)
Nell'ottobre 2005, il CFO Forum, pubblicò l'Additional Guidance on EEV Discloure, che forniva ulteriori indicazioni rispetto ai 12 European Embedded Value Principles, in merito alle modalità di redazione del reporting finale, con lo scopo di standardizzare maggiormente l'informativa divulgata dalle diverse Compagnie e consentire agli analisti di comprendere meglio il presupposto di fondo e le dinamiche dei risultati derivanti dall'applicazione dei Principi; in particolare in merito a ciò che doveva essere indicato dalle Compagnie ai fini di una migliore analisi di sensibilità dei risultati.
Le nuove linee guida divennero parte integrante dei Principi Market-Consistent Embedded Value, che avrebbero dovuto sostituire totalmente gli EEVP a partire dal reporting di fine anno del 2009, ma con la possibilità per le compagnie di adottare anticipatamente i nuovi principi.
Gli obiettivi principali dell'introduzione dei Principi MCEV sono quelli di:
- fornire anche la prospettiva degli azionisti nel calcolo del valore finale;
- creare un approccio al rischio finanziario coerente con il mercato;
- migliorare e incrementare la coerenza tra Compagnie;
- implementare la coerenza con gli approcci attesi da Solvency II (direttiva dell'UE che ha lo scopo di estendere la normativa di Basilea II al settore assicurativo)

Nei mesi successivi all'introduzione dei nuovi Principi, la crisi finanziaria e la conseguente caduta dei prezzi azionari hanno portato alla luce alcune debolezze della metodologia e incoerenze nei differenti approcci adottati; di conseguenza, la pubblicazione dei Principi MCEV è stata rapidamente messa in ombra dagli sviluppi del mercato.
Alcune Compagnie hanno abbandonato i propositi iniziali di applicare anticipatamente i nuovi principi, mentre altre hanno richiesto che l'adozione delle nuove misure di valutazione fosse posticipata. Inoltre, i nuovi Principi non sono stati ben compresi e accettati dal mercato; si sosteneva infatti che fossero stati progettati in un periodo in cui le condizioni di mercato erano relativamente stabili e che la loro applicazione poteva portare a risultati fuorvianti in una base di mercati turbolenti. 
Ciò ha indotto il CFO Forum ad affrontare la nozione di Market-Consistent in fase di crisi di mercato.
Nel settembre 2011, il CFO Forum ha fornito un orientamento di transizione per la segnalazione dell'EV in anticipo rispetto alla data di entrata di Solvency II, prevista per il 30 giugno 2012, ossia senza obbligo di tener conto del regime normativo europeo in via di sviluppo e delle conseguenze collegate ai fini di conformità europea delle assicurazioni che adottano principi MCEV o EEV.

## MCEV Principles
Gli MCEV Principles sono costituiti da 17 principi e 145 linee guida di orientamento all'applicazione, molti dei quali sono basati sui 12 EEPV. Il Forum ha anche prodotto un ulteriore documento, la Basis for Conclusion, che illustra le motivazioni alla base dei principi adottati e include i commenti volti a sostenere e chiarire il quadro MCEV.
I 17 Principi sono:
1. Introduction
2. Coverage
3. MCEV definition
4. Free Surplus
5. Required Capital
6. Value of in-force business
7. Financial Option and Guarantees
8. Frictional Cost of Required Capital
9. Cost of residual Non-Hedgeable Risk
10. New Business & Renewals
11. Assessment of Appropriate Non Economic Projection Assumption
12. Economic Assumption
13. Investment Return & Discount Rate
14. Reference Rate
15. Stochastic Model
16. Participating Business
17. Disclosure

## Composizione dell'MCEV
L'MCEV è il valore attuale degli utili distribuiti agli azionisti ed è definito dalla somma di questi elementi: 
{\displaystyle ANAV+NPVFP-COG-CoC-FC=MCEVAdjustedNetAssetValue}
In sostanza è il patrimonio netto rettificato, ottenuto attraverso la riespressione a valori correnti delle principali poste patrimoniali, rilevando le relative plusvalenze o minusvalenze latenti al netto degli effetti fiscali.
- ANAV.  L'Adjusted Net Asset Value è un valore che viene definito in due modi diversi:

1. ANAV è equivalente al valore che può essere realizzato dalla vendita delle attività in eccesso, al netto di tutte le imposte dovute (Tax Adjusted Market Value).
2. ANAV è il valore di mercato assegnato a tutte le attività in eccesso, Free Surplus, rispetto a quelle necessarie a sostenere il valore delle passività. Il Free Surplus  è dato dal capitale eccedente e può essere immediatamente redistribuito agli azionisti, purché sia valutato al valore di mercato senza nessun aggiustamento relativo ai costi del capitale.

- NPVFP. Il  Net Present Value for Future Profits è il valore degli utili netti futuri attesi e attualizzati al tasso di attualizzazione, che include il rendimento futuro degli investimenti e il rischio ad essi associato; coincide, inoltre, con il rendimento offerto dagli azionisti nel loro investimento di capitale nella Compagnia.

- COG. Il Cost of Option and Guarantees è inteso come il valore attuale delle opzioni finanziarie e delle garanzie incluse.

I flussi di cassa che sono collegati ai rendimenti degli asset azionari sui mercati dei capitali sono scontati al tasso di rendimento stimato per gli asset prima della tassazione.
Questo approccio, quindi, tiene conto del rischio finanziario nello stesso modo con cui il rischio è prezzato al mercato, ed è coerente con la propensione degli azionisti al rischio; in particolare assicura che non esista alcuna opportunità di arbitraggio. Il valore temporale di certe opzioni e garanzie finanziarie è notevolmente affetto anche da fattori non economici: l'esempio più comune è il valore temporale delle opzioni con rendimenti annui garantiti, solitamente influenzato dalla variabilità dei tassi di mortalità futura potenziale.
- CoC. Il Cost of Capital è basato sulla differenza tra il tasso di attualizzazione e il rendimento di capitale senza rischio (Risk Free Rate) al netto delle imposte

- FC. I  Frictional Cost includono diversi elementi, quali:

1. Il Cost of Double Taxation che si riferisce al capitale investito in strumenti negoziati sui mercati finanziari;
2. La Tax Asimmetry che deriva dalla regolamentazione fiscale; i profitti vengono tassati immediatamente, mentre le eventuali perdite economiche vengono rinviate agli esercizi successivi, consentendone il recupero solo in un secondo momento.
3. Il Regulatory Capital Cost che si verifica qualora ci siano restrizioni regolamentari sulla possibilità di aumentare o trasferire capitale. Alcune Compagnie distinguono questi costi dai Frictional Cost quando sono sufficientemente identificabili e vengono indicati separatamente.
4. L'Agency Cost, i quali è relativo all'incapacità da parte del management di prendere decisioni in linea con il raggiungimento degli obiettivi e nell'interesse degli azionisti, si suddividono in: costi di opportunità, intesi come mancato sfruttamento di un'opportunità concessa al soggetto economico (il costo della migliore alternativa di investimento non considerata) e costi monetari diretti.
5. Il Financial Distress, che rappresenta la possibilità di una significativa riduzione nel valore generato per l'azionista nel caso in cui la compagnia entri in uno stato di dissesto finanziario

I Principi si prefiggono di fornire una definizione dell'MCEV, non il metodo esatto con il quale calcolarlo. 
Nella pratica, molte compagnie utilizzano tecniche di calcolo differenti, ma matematicamente equivalenti per il calcolo.
Un esempio frequente è la tecnica del certainty equivalent, in cui si sconta tutto al tasso free risk, sia gli asset sia i flussi di cassa.

## Valutazione dell'MCEV
I principali presupposti sottostanti la valutazione Market-Consistent Embedded Value sono i seguenti:
- Assenza di arbitraggio: se due attività o passività avessero esattamente gli stessi cash flows in tutte le possibili circostanze, avrebbero anche lo stesso valore attuale alla data di valutazione.
- Replication: qualsiasi attività (o passività), i cui flussi finanziari dipendono esclusivamente dalla prestazione di attività negoziate, può essere replicata attraverso l’investimento (dinamico) in un portafoglio di asset scambiati sul mercato e in attività free risk.
- Attualizzazione coerente con le ipotesi di proiezione adottando un approccio bottom-up: per assicurare che il processo di determinazione del discount rate sia appropriato per ogni flusso di cassa, per ogni polizza, linea di prodotto, regione geografica ed elemento del bilancio patrimoniale.
- Prezzi di mercato (market prices): la modellazione delle passività Market-Consistent è coerente con le informazioni di mercato; quando necessario, queste informazioni devono essere aggiustate per tenere conto del rischio di credito o dei Frictional Cost associati agli emittenti degli strumenti di mercato.

Per le Compagnie di Assicurazione, queste assunzioni sono necessarie, ma non sufficienti, a fornire il valore complessivo della Compagnia; ciò ha portato allo sviluppo di un bilancio economico, che includa i Frictional Cost e altri elementi utili alla sua valutazione finale.